# Камчатський час
| USZ1 | Калінінградський час | MSK-1 (UTC+2)  | 20:34 |
| MSK  | Московський час      | MSK (UTC+3)    | 21:34 |
| SAMT | Самарський час       | MSK+1 (UTC+4)  | 22:34 |
| YEKT | Єкатеринбурзький час | MSK+2 (UTC+5)  | 23:34 |
| OMST | Омський час          | MSK+3 (UTC+7)  | 00:34 |
| KRAT | Красноярський час    | MSK+4 (UTC+7)  | 01:34 |
| IRKT | Іркутський час       | MSK+5 (UTC+8)  | 02:34 |
| YAKT | Якутський час        | MSK+6 (UTC+9)  | 03:34 |
| VLAT | Владивостоцький час  | MSK+7 (UTC+10) | 04:34 |
| MAGT | Магаданський час     | MSK+8 (UTC+11) | 05:34 |
| PETT | Камчатський час      | MSK+9 (UTC+12) | 06:34 |

Камча́тський час (рос. Камчатское время, PETT) — умовна назва для часового поясу у Росії, що відрізняється на +12 годин від UTC (UTC+12) і на +9 годин від московського часу (MSK+9).
Це офіційний час в Камчатському краї, а також у Чукотському автономному окрузі.
Між 28 березня 2010 і 26 жовтня 2014 вказані території використовували магаданський час.